# ساندر توماس
ساندر توماس (بالهولندية: Sander Thomas)‏ (26 يونيو 1997 بأنسخديه في هولندا - ) هو لاعب كرة قدم هولندي في مركز الوسط. لعب مع بي إي سي زفوله وهيراكليس ألميلو.

## وصلات خارجية
- ساندر توماس على موقع قاعدة بيانات كرة القدم.إي يو (الإنجليزية)
- ساندر توماس على موقع Soccerway.com (الإنجليزية)